# Ondas gamma

Ondas gamma

Las ondas gamma son un patrón de oscilación neuronal que tiene lugar en los seres humanos, cuya frecuencia oscila entre los 25 y los 100 Hz, aunque su presentación más habitual es a 40 Hz. Se ha teorizado que las ondas gamma podrían estar implicadas en el proceso de percepción consciente, pero no hay acuerdo unánime al respecto.

## Historia
Las ondas gamma fueron desconocidas hasta el desarrollo de la electroencefalografía digital, dado que las limitaciones de la electroencefalografía analógica solamente permitían medir y registrar ritmos más lentos que 25 Hz (esto es, de menos hercios). Uno de los primeros informes al respecto procede de un estudio con monos del año 1964, en el que se realizaron grabaciones de la actividad eléctrica de unos electrodos implantados en la corteza visual.